# Adoranexa
Adoranexa is een geslacht van haften (Ephemeroptera) uit de familie Ephemerellidae.

## Soorten
Het geslacht Adoranexa omvat de volgende soorten:
- Adoranexa soldani